# 橋北駅
橋北駅（きょうほくえき）は中華人民共和国遼寧省本渓市平山区にある、中国鉄路総公司（CR）瀋丹線の駅。瀋陽駅から95km、丹東駅から175kmの位置にある。瀋陽鉄道局所属の駅に設定されている。

## 駅周辺
- 本溪市第七中学
- 中国農業銀行
- 細河

## 隣の駅
中国国鉄
瀋丹線
福金駅 - 橋北駅 - 橋頭駅